# Lista dos maiores bancos dos Estados Unidos
| Posição | Nome do banco      | Cidade sede           | Ativos totais em US$ | Data dos dados         | País de origem |
| ------- | ------------------ | --------------------- | -------------------- | ---------------------- | -------------- |
| 1       | JP Morgan Chase    | Nova York             | 2,3 trilhões         | 31 de Dezembro de 2011 | Estados Unidos |
| 2       | Bank of America    | Charlotte             | 2,191 trilhões       | 30 de Junho de 2012    | Estados Unidos |
| 3       | Citigroup          | Nova York             | 1,874 trilhão        | 31 de Dezembro de 2011 | Estados Unidos |
| 4       | Wells Fargo        | San Francisco         | 1,314 trilhão        | 31 de Dezembro de 2011 | Estados Unidos |
| 5       | Goldman Sachs      | Nova York             | 949,0 bilhões        | 30 de Setembro de 2011 | Estados Unidos |
| 6       | Morgan Stanley     | Nova York             | 781,03 bilhões       | 31 de Março de 2012    | Estados Unidos |
| 7       | Taunus Corporation | Nova York             | 380,0 bilhões        | Novembro de 2011       | Alemanha       |
| 8       | U.S. Bancorp       | Minneapolis           | 340,0 bilhões        | 31 de Dezembro de 2011 | Estados Unidos |
| 9       | EverBank           | Jacksonville, Flórida | 325,27 bilhões       | 31 de Dezembro de 2011 | Estados Unidos |
| 10      | HSBC USA           | Nova York             | 317,4 bilhões        | 30 de Junho de 2011    | Reino Unido    |